# لارودرمانی

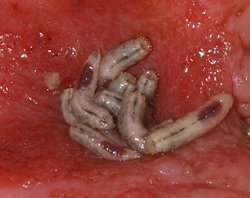
لارودرمانی

لارودرمانی استفاده از لاروهای مگسِ lucilia در درمان زخم‌های مزمن مثل زخم‌های افراد مبتلا به دیابت و زخم بستر است. در این روش لاروهای گونهٔ فوق را که به صورت استریل کشت داده شده‌اند روی منطقه زخم قرار می‌دهند. این لاروها بافت نکروزی (بافت مرده) را خورده و محل زخم را از عفونت و بافتهای مرده پاکسازی می‌کنند (نوعی دبریدمان). مدتها تصور می‌شد که لاروها فقط بافت مرده را می‌خورند اما در متون پزشکی جدیدتر ابتدا این تصور زیر سؤال رفت و اخیراً پژوهشی در فرانسه نشان داده که لاروها بافتهای مجاور را نیز می‌خورند که باعث گسترده‌تر شدن سطح زخم شده‌است.